# 伊尔卡·科斯基
伊尔卡·科斯基（芬蘭語：Ilkka Koski，1928年6月10日—1993年2月28日），芬兰男子拳击运动员。他曾代表芬兰参加1952年和1956年夏季奥林匹克运动会拳击比赛，其中1952年奥运会获得一枚铜牌。